# Antarctic Press
Antartic Press é uma editora norte-americana de histórias em quadrinhos no estilo amerimangá, localizada em San Antonio, Texas e fundada em 1984 por Ben Dunn. Produziu mais de 850 títulos com uma tiragem total de mais de 5 milhões[carece de fontes?].